# Heinrich Hollreiser
Heinrich Hollreiser (Munic (Baviera), 24 de juny, 1913 - Scheffau am Wilden Kaiser, Tirol, Àustria, 24 de juliol, 2006), va ser un director d'orquestra alemany.

## Carrera
Heinrich Hollreiser va estudiar amb Karl Elmendorff a Munic. El 1932, va anar a Wiesbaden com a Mestre de capella, i després a Darmstadt. El 1938, va esdevenir el principal Kapellmeister a Mannheim. Després va treballar a Duisburg i, de 1942 a 1944, a Munic. De 1945 a 1951, va ser director musical general de la ciutat de Düsseldorf. De 1952 a 1961, va exercir com a principal Kapellmeister a l'Òpera Estatal de Viena i de 1961 a 1964 com a director principal de la "Deutsche Oper" de Berlín.
Després, Hollreiser va treballar principalment com a director convidat, fent la trajectòria entre Munic, Berlín i Viena. Com a director de l'Òpera Estatal de Viena durant molt de temps, va dirigir l'orquestra més de mil vegades fins al 1994. Com a director convidat, també va dirigir la Filharmònica de Berlín, entre d'altres, i sovint, i fins ben entrada la seva vellesa, actuacions de Wagner a la "Deutsche Oper Berlin". També va dirigir les Simfòniques de Düsseldorf i Bamberg i l'Orquestra de Cleveland. En un dels seus enregistraments amb l'Orquestra Simfònica de Bamberg, se'l acredita com a "George Richter".
Heinrich Hollreiser va morir el 2006 als 93 anys i va ser enterrat a la part antiga del cementiri de Waldfriedhof a Munic.